# Problepsis metallopictata
Problepsis metallopictata är en fjärilsart som beskrevs av Arnold Pagenstecher 1888. Problepsis metallopictata ingår i släktet Problepsis och familjen mätare. Inga underarter finns listade i Catalogue of Life.